# Irrgångssalong

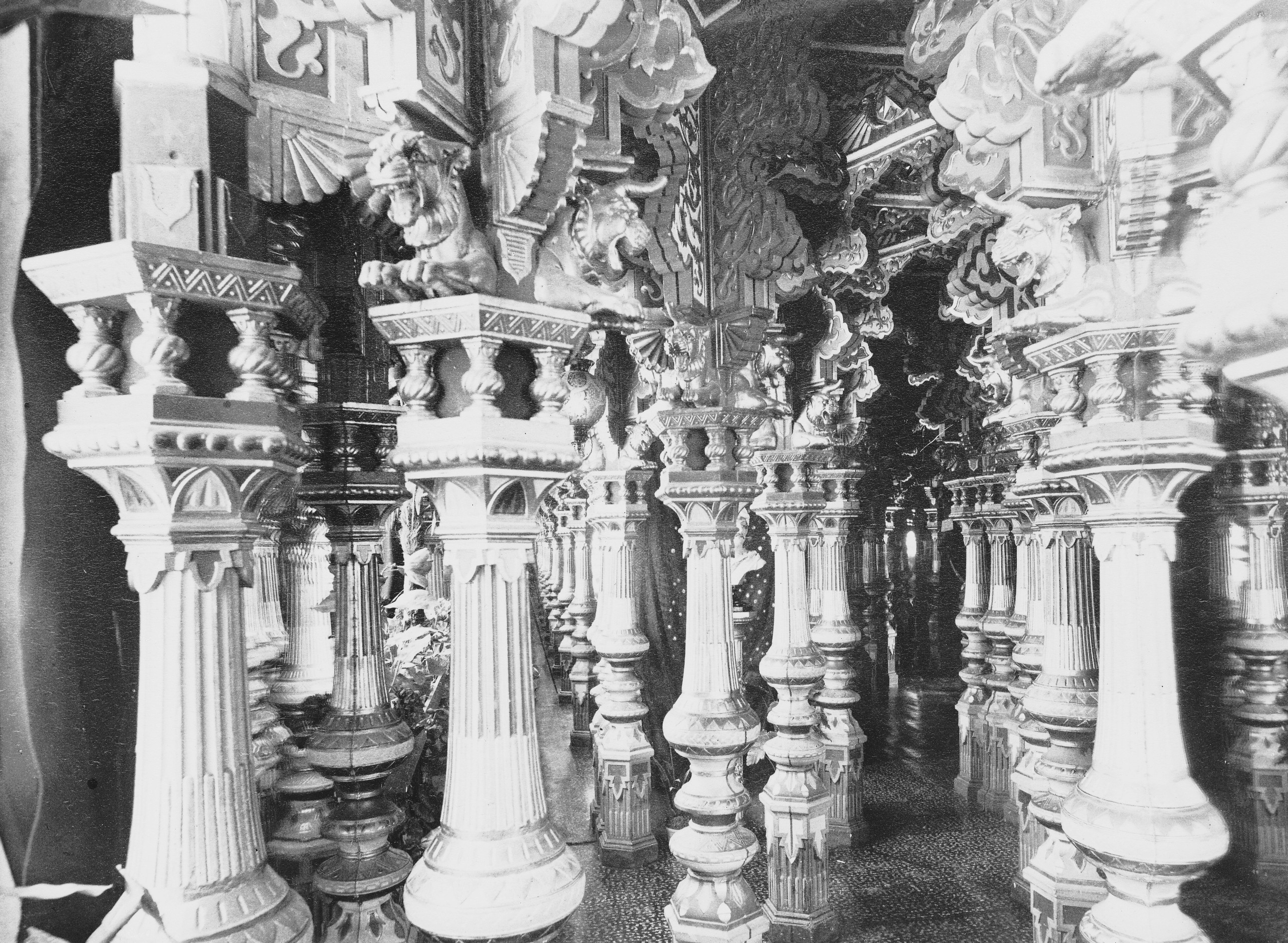
Irrgångssalongen, i Stockholm 1890-tal.

Irrgångssalong är en lokal av några rum, i vilka speglar med olika placering täcker väggarna helt och avdelar rummet, delvis med smalare gångar, så att de besökande syns mångdubblade från olika håll och därav förbryllas samt "veta varken in eller ut". Ett sådant nöjesetablissemang inreddes på Hamngatan 18B i Stockholm (grannhuset till Sparreska palatset) i januari 1890 av ornamentbildhuggaren Richard Sundell (1854–1931) efter hans egen idé och hölls i gång till 1897; han skickade förut en irrgångssalong till Chicago.